# Длябога Павло
Павло Длябо́га (нар. 11 березня 1951, Легниця) — швейцарський диригент, педагог, музично-громадський діяч українського походження. Брат диригента Михайла Длябоги.

## Біографія
Народився 11 березня 1951 року в місті Легниці (нині Нижньосілезького воєводства Польщі). З 1961 року жив у США, де навчався в музичних коледжах у Нью-Джерсі, Піттсбурзі, Чикаґо. У 1967 році переїхав до Швейцарії, де у 1974 році закінчив консерваторію в Люцерні (клас фортепіано Г. Гаррі). З того ж року — професор музики в коледжі в Люцерні. З кінця 1970-х виступав із симфонічними та камерними оркестрами Лондона, Парижа, Штуттґарта, Вашингтона, Нью-Йорка.
Навчався у Цюрихському унівеситеті та Вищій музній академії в Цюриху, яку закінчив 1980 року. 1984 року закінчив Женевську консерваторію (клас диригування Арпада Гереца). Впродовж 1987–1988 років удосконалював майстерність на курсах у Франції та Німеччині (викладачі Томас Унґар, Жан Фурнє). 1989 року закінчив Університет графства Суррею у Великій Британії.
З 1987 року — керівник камерного оркестр «Гафнер», з яким виступав з концертами у Великій Британії, здійснив записи на швейцарському радіо. Вперше за межами України диригував концертне виконання опери «Ярослав Мудрий» Георгія Майбороди (у Вашинґтоні у 1988 році; у Торонто і Філадельфії 1989 року). З 1989 року як диригент часто гастролює в Україні, зокрема в Києві, Дніпрі, Запоріжжі, Львові, Одесі. Пропагує українську музику в Швейцарії.  1998 року у Львові організував і очолив камерний оркестр «Camerata Leonis, з яким гастролював Західною Європою. 1999 року записав компакт-диск «„Camerata Leonis“: Luzerne concert».